# 福島機場
福島機場（日语：／ Fukushima kūkō */?）是一座位於日本福島縣的機場。此機場亦是電視劇《在世界中心呼喚愛》拍攝場地之一。

## 航空公司與航點

### 現今航點
| 航空公司                                       | 目的地         |
| ---------------------------------------------- | -------------- |
| 伊别克斯航空（FW）                             | 大阪-伊丹      |
| 全日本空輸（NH） 【星空聯盟】                  | 大阪-伊丹      |
| 全日本空輸（NH） 【星空聯盟】 由全日空之翼營運 | 札幌-新千歲    |
| 台灣虎航（IT）                                 | 台北-桃園      |
| 越捷航空（VJ）                                 | 包機：胡志明市 |

### 歷史航點
- 日本航空：帶廣、札幌-新千歲、大阪-伊丹、沖繩
- J-Air：札幌-新千歲、廣島西、福岡、大阪-伊丹
- 日本空中通勤：大阪-伊丹
- 全日本空輸：名古屋-中部
- 日空航空：福岡
- 中部航空：函館
- Air Do：札幌-新千歲
- 全日本空輸：香港（包機）
- 中國東方航空：上海-浦東
- 遠東航空公司：臺灣-桃園

## 營運
福島機場多年來曾開拓了不少日本國內的航點，包括大阪關西、沖繩、帶廣、福岡等，但乘客量不足，虧損嚴重，加上2009年日本航空破產，使日本航空在福島機場往返的航點全部取消，航點也愈來愈少。

## 樓層
- 3F：觀景台
- 2F：食店
- 1F：國內線及國際線出境、大型紀念品店
- GF：國內線及國際線入境、觀光所、辨理機票處

## 參閱
- 日本機場列表
- 航空公司
- 福島縣
- 機場

## 外部連結
- 福島機場官方網頁 （页面存档备份，存于）（日語）（英文）（繁體中文）（简体中文）